# Bacelarella tentativa
Bacelarella tentativa är en spindelart som beskrevs av Szüts, Jocque 200. Bacelarella tentativa ingår i släktet Bacelarella och familjen hoppspindlar. Inga underarter finns listade.